# وانستانق
وانستانق (بالإنجليزية: Vanestanaq)‏ هي قرية تقع في أردبيل في إيران. يقدر عدد سكانها بـ 225 نسمة بحسب إحصاء 2016.